# Municipio de Farmers Creek
El municipio de Farmers Creek (en inglés: Farmers Creek Township) es un municipio ubicado en el condado de Jackson en el estado estadounidense de Iowa. En el año 2010 tenía una población de 445 habitantes y una densidad poblacional de 4,83 personas por km².

## Geografía
El municipio de Farmers Creek se encuentra ubicado en las coordenadas 42°9′51″N 90°43′24″O / 42.16417, -90.72333. Según la Oficina del Censo de los Estados Unidos, el municipio tiene una superficie total de 92.08 km², de la cual 92,08 km² corresponden a tierra firme y (0 %) 0 km² es agua.

## Demografía
Según el censo de 2010, había 445 personas residiendo en el municipio de Farmers Creek. La densidad de población era de 4,83 hab./km². De los 445 habitantes, el municipio de Farmers Creek estaba compuesto por el 99,55 % blancos, el 0,22 % eran asiáticos y el 0,22 % eran de una mezcla de razas. Del total de la población el 0,22 % eran hispanos o latinos de cualquier raza.